# Ozzfest
Ozzfest är en årlig turné i Europa och USA där flera olika hårdrocksgrupper medverkar och uppträder. Ozzfest organiseras och drivs av Ozzy Osbourne och hans fru Sharon Osbourne.

## Historia
Festivalen skapades 1996, när arrangören för musikfestivalen Lollapalooza vägrade låta Ozzy Osbourne vara med. Turnén blev väl mottagen, vilket ledde till att Osbourne bestämde sig för att göra det till ett årligt återkommande event.
1998 landade turnén för första gången i Storbritannien då med andra grupper medverkande. Efter fyra spelningar så hoppade huvudbandet Korn av turnén och ersattes av Therapy? Festivalen återvände till Storbritannien 2001, 2002, 2005 och 2010. 
2002 dök Ozzfest upp på nya platser, nu i Europa. 16 olika spelningar gjordes i bland annat Tyskland, Storbritannien, Nederländerna, Italien, Österrike, Danmark, Finland och Ryssland. Dock skakades turnén av att sångaren och frontmannen i hårdrocksbandet Drowning Pool, Dave Williams, hittades död av en hjärtattack i deras turnébuss. Tommy Lee ersatte bandet resten av turnén.
2004 var ett annorlunda år för Ozzfest. Konserter TV-sändes av musikkanalen MTV. Det hölls ett program kallad "Battle for Ozzfest" där Ozzy och Sharon valde ut åtta band av hundratals för en plats i nästa års Ozzfest. Ozzy valde ut en medlem i varje band som skulle utföra olika uppdrag. Efter uppdragen hade medlemmar möte och fick välja en tävlande som var tvungen att lämna programmet den veckan. Vinnaren blev Marc Serrano från bandet A Dozen Furies.
2007 var inträdet gratis till Ozzfest.
2008 reducerades Ozzfest till en endagsfestival, som hölls den 9 augusti i Frisco, Texas, USA. Bland artisterna fanns Ozzy Osbourne, Metallica och DevilDriver.

## Det två scenerna
Ozzfest består av två olika scener.

### Huvudscenen
Huvudscenen är där de stora banden uppträder. Den kallas även "Ozzyscenen" eftersom Ozzy själv har varit huvudnumret på den scenen.

### Andra scenen
På den andra scenen uppträder vanligtvis de mindre kända banden, ofta blir det som en språngbräda för att få ett kändare namn. Dock har även Ozzy uppträtt på den andra scenen på utvalda datum under 2006.